# Scolopax mira
La chocha de Amami (Scolopax mira) es una especie de ave caradriforme de la familia Scolopacidae. Es endémica de las islas Ryūkyū (Japón), donde únicamente se encuentra en las islas de Amami, Kakeromajima, Tokunoshima, Okinawa y Tokashiki. No se reconocen subespecies.